# المدة النيابية الثانية عشرة لمجلس النواب التونسي
المدة النيابية الثانية عشرة لمجلس النواب في تونس هي المدة النيابية الأخيرة والتي دامت ولايتها سنةً واحدةً و4 أشهرٍ و12 يومًا وذلك بين 11 نوفمبر 2009 و23 مارس 2011 أسابيع بعد الثورة التونسية أين وقع حل المجلس.

انتخب المجلس إثر انتخابات 25 أكتوبر 2009.

## مكونات مجلس النواب
يتكون مجلس النواب من 214 مقعدا.

### الأحزاب
| الحزب   | الحزب                         | المقاعد |
| ------- | ----------------------------- | ------- |
|         | التجمع الدستوري الديمقراطي    | 161     |
|         | حركة الديمقراطيين الاشتراكيين | 16      |
|         | حزب الوحدة الشعبية            | 12      |
|         | الاتحاد الديمقراطي الوحدوي    | 9       |
|         | الحزب الاجتماعي التحرري       | 8       |
|         | حزب الخضر للتقدم              | 6       |
|         | حركة التجديد/المبادرة         | 2       |
| المقاعد | المقاعد                       | 214     |

## الحكومات
- حكومة محمد الغنوشي الأولى.
- حكومة محمد الغنوشي الثانية.